# Liste der Adlerhorst-Burgen

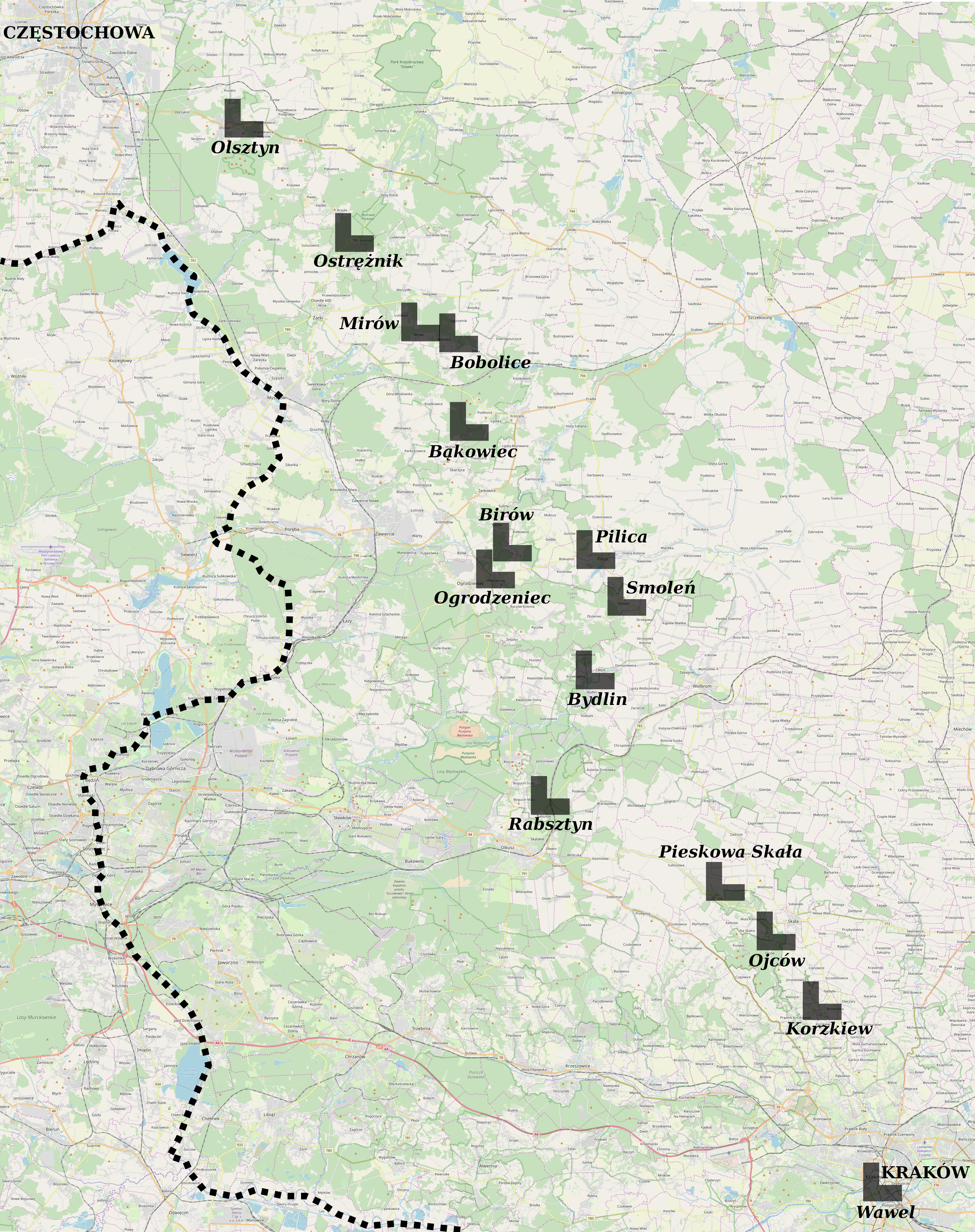
Adlerhorst-Burgen

Die sogenannten Adlerhorst-Burgen sind eine Reihe von Burgen und Wehranlagen, die sich im südlichen Teil Polens, im Krakau-Częstochowa-Hochland, auf einer Bergkette befinden. Diese im Erdzeitalter des Jura gebildete Kalkstein-Bergkette verläuft zwischen Krakau und dem Hochland von Częstochowa. Die meisten dieser Burgen wurden im 14. und 15. Jahrhundert erbaut. Teilweise wurden sie vom polnischen König Kasimir dem Großen errichtet, teilweise gehörten sie polnischen Fürsten und Bischöfen und wurden während des zweiten Nordischen Krieges zerstört. Der Nationalpark Ojców mit der Pieskowa Skała Burg umfasst einige der eindrucksvollsten Hochlandregionen Polens.

## Szlak Orlich Gniazd
Der Szlak Orlich Gniazd (Route der Adlerhorste) ist ein 163 km langer markierter Wanderweg und verbindet die Adlerhorstburgen. Der Wanderweg startet in Krakau und endet in Tschenstochau. Dieser Weg umfasst 25 Burgen und andere Befestigungsanlagen. Die erste Idee für einen solchen Wanderweg kam schon 1927 auf, wurde aber erst 1948 wieder aufgegriffen und 1950 umgesetzt.

## Burg- und Schlossanlagen
| Name                      | Ort              | Anmerkung | Bild |
| ------------------------- | ---------------- | --- | ---- |
| Burg Korzkiew             | Korzkiew         | Die Burg stammt aus dem 14. Jahrhundert. Die Anlage befindet sich bei Kilometer 12 des Wanderwegs. |      |
| Burg Ojców                | Ojców            | Die Burg stammt aus dem 14. Jahrhundert. Sie liegt bei Kilometer 18 des Wanderwegs. |      |
| Burg Tenczyn              | Rudno            | Die Anlage wird zum ersten Mal 1309 erwähnt. Der Bau der steinernen Burg wurde um 1350 begonnen. Sie wurde 1656, während der Schwedischen Sintflut zerstört und anschließenden wiederaufgebaut. Die Burg wurde dann bei einem Brand 1768 zerstört. |      |
| Burg Lipowiec             | Babice           | Die anfangs hölzerne Burg entstand im 13. Jahrhundert. Sie gehörte dem Bischof von Krakau, und wurde z. B. vom Bischof Johann Muskata ausgebaut und gegen Władysław I. Ellenlang benutzt. Ein Brand zerstörte die Burg 1629 und beim zweiten Nordischen Krieg wurde sie 1656 schwer beschädigt. Bei einem weiteren Brand 1800 wurde sie zerstört. |      |
| Pieskowa Skała            | Sułoszowa        | Das Schloss wird 1315 zum ersten Mal schriftlich erwähnt. Zu Beginn des zweiten Nordischen Krieges war es vermutlich noch nicht fertiggestellt. Es wurde durch die Schweden zerstört und vom Woiwode Jan Wielopolski wiederaufgebaut. Sie liegt bei Kilometer 26 des Wanderwegs. |      |
| Burg Rabsztyn             | Rabsztyn         | Die ursprüngliche Burg war aus Holz gebaut, der Steinbau wurde unter Kasimir dem Großen errichtet. Sie wurde während des zweiten Nordischen Krieges zerstört. Sie liegt bei Kilometer 48 des Wanderwegs. |      |
| Burg Smoleń               | Smoleń           | Die Burg wurde im Jahr 1300 errichtet, nachdem die hölzerne Vorgängeranlage zerstört worden war. Es wurde während des zweiten Nordischen Krieges erneut zerstört. Es wurde versucht die Burg wieder aufzubauen, aber letztlich aufgegeben. Sie liegt bei Kilometer 74 des Wanderwegs. |      |
| Burg Ogrodzieniec         | Ogrodzieniec     | Eine erste Anlage stand an dieser Stelle bereits zur Regierungszeit von Bolesław III. Schiefmund und wurde im Jahr 1241 zerstört. Mitte des 14. Jahrhunderts entstand eine Burg im gotischen Stil. Schwedische Truppen plünderten die Burg im zweiten Nordischen Krieg. 1702 wurde die Anlage bei einem Brand schwer beschädigt und um 1810 vollständig aufgegeben. Es ist die zweitgrößte Burganlage Europas. Sie liegt bei Kilometer 88 des Wanderwegs. |      |
| Burg Bobolice             | Bobolice         | Eine hölzerne Burg gab es schon im 12. Jahrhundert. Unter Kasimir dem Großen wurde eine steinerne Burg gebaut, die infolge des zweiten Nordischen Krieges wieder zerstört wurde. Sie liegt bei Kilometer 116 des Wanderweges. |      |
| Burg Mirów                | Mirów            | Die Anlage entstand Mitte des 14. Jahrhunderts. Sie wurde im Laufe des Zweiten Nordischen Krieges zerstört. 1787 wurde die Anlage endgültig aufgegeben. Sie liegt bei Kilometer 117 des Wanderwegs. |      |
| Burg Olsztyn              | Olsztyn          | Die erste Erwähnung der Burg stammt aus dem Jahr 1306. 1587 wurde die Burg von den Truppen Maximilians von Habsburg zerstört. Weitere Zerstörungen gab es 1656. Sie liegt bei Kilometer 148 des Wanderweges. |      |
| Burg Będzin               | Będzin           | Die Anfänge der Burg gehen auf das 9. Jahrhundert zurück. Sie wurde während des Zweiten Nordischen Krieges zerstört. 1660 wurde sie wieder aufgebaut. |      |
| Burg Siewierz             | Siewierz         | An dieser Stelle befand sich vermutlich an der Wende vom 9. zum 10. Jahrhundert eine Befestigungsanlage. Die Burg wurde an dieser Stelle in der zweiten Hälfte des 13. Jahrhunderts errichtet. Sie wurde 1655 verwüstet und wieder aufgebaut. Sie wurde nach den napoleonischen Kriegen aufgegeben. |      |
| Wachturm Przewodziszowice | Przewodziszowice | Der Wachturm wurde vermutlich im 14. Jahrhundert errichtet. Er diente zur Unterstützung der Burg Ostrężnik. |      |
| Wachturm Łutowiec         | Łutowiec         | Der Wachturm wurde bei einem Brand zerstört. Das Datum und die Umstände sind nicht bekannt. |      |
| Burg Morsko               | Morsko           | Die Anfänge der Anlage sind unbekannt. Nach dem zweiten Nordischen Krieg wurde die Burg aufgegeben. |      |
| Burg Bydlin               | Bydlin           | Die Burg stammt aus dem 14. Jahrhundert. |      |
| Burg Danków               | Danków           | Die Anlage stammt aus dem 15. Jahrhundert. Sie wurde 1767 bei einem Brand zerstört. |      |
| Burg Pilica               | Pilica           | Das Schloss stammt aus dem 16. Jahrhundert. Es ist von einer Ziegelbefestigung umgeben. |      |
| Burg Ostrężnik            | Ostrężnik        | Die Anlage wurde vermutlich durch den Bischof von Krakau, Jan Muskata, errichtet. |      |
| Burg Tyniec               | Tyniec, Krakau   | Seit Mitte des 13. Jahrhunderts befand sich an dieser Stelle eine Festung. Sie wurde während des zweiten Nordischen Krieges zerstört. Sie wurde wiederaufgebaut und durch russische Truppen vor der ersten polnischen Teilung zerstört. |      |
| Wawel-Schloss             | Krakau           | Königsschloss seit dem 11. Jahrhundert. |      |